# Municipio de Brownhelm
El municipio de Brownhelm (en inglés: Brownhelm Township) es un municipio ubicado en el condado de Lorain en el estado estadounidense de Ohio. En el año 2010 tenía una población de 7618 habitantes y una densidad poblacional de 143,64 personas por km².

## Geografía
El municipio de Brownhelm se encuentra ubicado en las coordenadas 41°23′27″N 82°18′45″O / 41.39083, -82.31250. Según la Oficina del Censo de los Estados Unidos, el municipio tiene una superficie total de 53.04 km², de la cual 52.32 km² corresponden a tierra firme y (1.35%) 0.71 km² es agua.

## Demografía
Según el censo de 2010, había 7618 personas residiendo en el municipio de Brownhelm. La densidad de población era de 143,64 hab./km². De los 7618 habitantes, el municipio de Brownhelm estaba compuesto por el 96.38% blancos, el 0.45% eran afroamericanos, el 0.25% eran amerindios, el 0.34% eran asiáticos, el 0.01% eran isleños del Pacífico, el 0.59% eran de otras razas y el 1.98% pertenecían a dos o más razas. Del total de la población el 3.29% eran hispanos o latinos de cualquier raza.